# Carl Johan Berg (organist)
Carl Johan Berg, född 5 december 1849 i Karbennings socken, Västmanlands län, död 10 november 1906 i Stockholm, var en svensk organist och musiklärare. 
Berg avlade organistexamen vid musikkonservatoriet i Stockholm 1870 och musikdirektörsexamen där 1882. Han var kantor i hovförsamlingen 1880–1886, organist vid Skeppsholmskyrkan i Stockholm från 1886 och musiklärare vid Stockholms högre realläroverk från 1890.